# Rudinská
Rudinská (maďarsky Rezsőfalva do roku 1907 Rudinszka) je obec na Slovensku v okrese Kysucké Nové Mesto. V roce 2016 zde žilo 988 obyvatel. První písemná zmínka o obci pochází z roku 1598.